# Gehört.gewusst
gehört.gewusst ist ein Kulturquiz des österreichischen Radiosenders Ö1, das seit 2003 jeden Sonntag um 13.10 Uhr live gesendet wird. Ende Dezember 2007 wurde es – trotz zahlreicher Proteste der Hörerschaft – eingestellt; die letzte Sendung fand am 23. Dezember 2007 statt. Seit 7. September 2008 ist die Sendung mit neuem Ablauf wieder am gewohnten Sendeplatz zu hören.
Gehört.gewusst wurde erstmals im Jahr 2003 als Bestandteil des Programms von Graz 2003 aus dem Grazer Kulturcafe gesendet (Graz war in diesem Jahr Kulturhauptstadt Europas). In zwei Vorrunden und einer Finalrunde wurden jeden Sonntag an vier Kandidaten Fragen ausschließlich aus dem weiten Feld der Kultur gestellt.

## Spielmodus
Seit September 2008 wird die Vorrunde mit drei Kandidaten über Telefon ausgetragen. Jeder Kandidat spielt alleine und hat die Möglichkeit maximal 19 Punkte zu erreichen. Jedoch ist es erlaubt, ein "Rateteam" neben sich sitzen zu haben, das Antworten einflüstert.
Im Finale treten die beiden punktestärksten Teilnehmer gegeneinander an und spielen zunächst in zwei Runden nach dem bereits früher verwendeten Schema der 1-, 2- und 3-Punkte-Fragen (siehe unten). Für die abschließende dritte Fragerunde gibt es doppelte Punkte, wobei jeder Schwierigkeitsgrad für beide Kandidaten zur Verfügung steht.
Der Sieger qualifiziert sich für die Championsrunde, die alle fünf Wochen an unterschiedlichen Veranstaltungsorten vor Publikum ausgetragen wird.
Von 2005 bis 2007 wurde folgender Spielmodus angewandt:
- In den Vorrunden treten jeweils zwei Kandidaten gegeneinander an und müssen Fragen zum jeweiligen Wochenthema und zum Kulturgeschehen der vergangenen Tage beantworten. Die beiden Sieger steigen in das Finale auf.
- In der Finalrunde treten die Sieger der Vorrunden gegeneinander an. Aus verschiedenen Fragebereichen zum Wochenthema gibt es eine leichte Frage (1 Punkt), eine Mittlere (2 Punkte) und eine Schwierige (3 Punkte). Die Kandidaten wählen abwechselnd eine Frage. Jedoch gibt es nur drei Fragen zur Auswahl. Hat ein Kandidat die mittlere Frage gewählt, bleiben für den anderen Kandidat B nur mehr die Leichte und die Schwierige zur Auswahl übrig.

In den beiden Jahren davor wurde folgender Ablauf verwendet:
- In der 1. Runde wurden reihum Fragen aus dem österreichischen und internationalen Kulturgeschehen der letzten Woche gestellt.
- In der 2. Runde wurden zwei Teams gebildet, wobei sich der Kandidat mit den meisten Punkten aus der ersten Runde sich einen Partner wählen kann. An die Teams werden abwechselnd Fragen verschiedenen Typs, aber zum Thema der Sendung gestellt.
- In der 3. Runde traten die Kandidaten des Siegerteams aus der zweiten Runde gegeneinander an. Der Ablauf war gleich wie in der Finalrunde oben beschrieben.

## Moderatoren und Veranstaltungsorte
Seit Anfang 2005 wurde das Ö1-Kulturquiz zumeist aus dem ORF-KulturCafe  gesendet (stets live). Es fanden aber auch immer wieder einzelne Quizsendungen an anderen Standorten (z. B. Ö1-Zelt beim Donauinselfest oder Mozarthaus Vienna) statt. Moderiert wird die Sendung abwechselnd von Doris Glaser, Bernhard Fellinger, Paul Catty und Werner Löw (seit 19. Oktober 2009). Nikolaus Schauerhuber und Mirjam Jessa waren als Moderatoren nicht mehr dabei. Außerdem gab es jeweils einen Spielleiter, der die korrekte Vergabe der Punkte überwachte und in strittigen Fälle entschied. Die redaktionelle Gesamtverantwortung hatte Helmut Blechner.
Das Quiz enthielt viele eigens produzierte Zuspielungen aus den Bereichen Theater (Musiktheater und Schauspiel), Literatur und Kabarett, Bildende Kunst und Architektur, (populäre) Musik etc., an die die Fragen anknüpften. Auch Live-Auftritte von Schauspielern und Musikern für ein bestimmtes Quizspiel kamen gelegentlich vor.

## Gewinne
Zu gewinnen gab es – je nach Sponsor – Bücher, CDs, Kulturreisen und Ähnliches. Außerdem erhielt jeder Mitspieler eine eigens für das Quiz gestaltete und in limitierter Auflage vervielfältigte Graphik. Hinzu kam bei jeder Sendung der sogenannte Championspreis (Konzert- oder Opernbesuch inkl. Übernachtung und Anreise oder dergleichen). Im Oktober 2007 wurde aus Anlass des 40-jährigen Bestehens von Ö1 in einem speziellen Modus, bei dem im Finale die Tagessieger der vier vorausgegangenen Sendungen gegeneinander antraten, ein besonders attraktiver Preis ausgespielt: eine Reise nach New York inklusive Vorstellungsbesuch an der Metropolitan Opera (die in diesem Jahr ebenfalls ein 40-Jahr-Jubiläum feiert, nämlich die Übersiedelung ins Opernhaus am Lincoln Center). Auch die 200. Sendung wurde mit einer Extraausgabe gefeiert, bei der vier Prominente (darunter Franzobel und Ostbahn-Kurti) gegeneinander antraten.